# Eustathe d'Épiphanie
Eustathe d’Épiphanie est un historien byzantin originaire de Syrie, né vers 455, mort entre 518 et 527. Son œuvre principale, l’Épitomé chronologique, est aujourd’hui disparue mais peut être reconstituée à partir des passages recopiés par Jean d’Antioche et imités par Jean Malalas. Faisant œuvre de pionnier, Eustathe y relate à partir de nombreuses sources l’histoire du monde de la création jusqu’à la chute d’Amida en 503, année où le dernier livre prend brusquement fin. Il est possible qu’Eustathe n’ait pu terminer le dernier livre, étant probablement décédé des suites du grand tremblement de terre ou des incendies qui ravagèrent Antioche en 526. Son style « atticisant » lui valut les compliments d’autres auteurs comme Évagre le Scholastique. Outre Jean d’Antioche qui l’a repris presque textuellement et Jean Malalas qui l’a imité, Eustathe a servi de source à plusieurs historiens subséquents comme Procope de Césarée et Hésychios de Milet.

## Biographie
Eustathe naquit dans la petite ville d’Épiphanie (aujourd’hui Hama) en Syrie vers 455. L’éducation manifestement soignée qu’il reçut donne à croire qu’il venait d’une famille aisée. Après avoir fait ses études secondaires en littérature et grammaire grecque dans sa ville d’origine, il continua ses études probablement à Antioche vers 470. Toutefois, ni les autres auteurs de l’époque ni son œuvre ne renseignent sur sa profession ; tout porte à croire qu’il devint fonctionnaire et vécut toute sa vie à Antioche, seul endroit où son texte complet semble avoir été disponible. Chrétien comme le montre son œuvre, il devait comme la majorité des gens d’Antioche être d’obédience chalcédonienne et avoir donné son appui à l’usurpateur Léontius qui se rebella contre l’empereur Zénon de 484 à 488. Il perdit vraisemblablement son emploi  lorsque l’empereur Anastase afficha ouvertement son monophysisme. C’est alors qu’il se serait mis à écrire son œuvre qui devait rester inachevée. Si l’on en croit Jean Malalas, Eustathe serait mort subitement vers le milieu des années 520 alors qu’il venait de décrire la chute d’Amida, ce qui se concevrait aisément vu le tremblement de terre catastrophique qui détruisit en partie Antioche en 526 et fut suivi de graves incendies.

## Œuvre
Eustathe est un pionnier et l’un des grands auteurs de l’historiographie byzantine. Son Épitomé chronologique (Χρονική έπιτομή) constitue une première tentative de relater l’histoire du monde depuis la création jusqu’à son époque. Aujourd’hui disparue, elle survit grâce aux compilations qu’en ont faites Jean d’Antioche (qui le reproduit de façon intégrale) et Jean Malalas (qui le reprend de façon beaucoup plus libre, y intégrant des morceaux de son choix).
Cette œuvre monumentale, à la fois chrétienne et profane, comprend deux tomes. Le premier, allant de la Création jusqu’à la guerre de Troie, expose en parallèle l’histoire juive et l’histoire des autres peuples ; il comprend cinq livres sous le titre « Histoire ancienne ». Le deuxième commence avec Énée pour s’interrompre brutalement après la chute d’Amida aux mains des Perses. Il est vraisemblable qu’Eustathe entendait terminer son œuvre avec la fin du règne d’un empereur, probablement Anastase qui mourut en 518. Ce deuxième tome contient à lui seul neuf livres, les livres I à V portant le titre général « Les consuls », alors que les quatre autres sont intitulés « Les empereurs ».
Si l’on accepte que l’Histoire chronologique de Jean d’Antioche reprenait presque textuellement l’Épitomé chronologique d’Eustathe, l’œuvre devait se diviser ainsi :
- Tome I
  - Histoire Ancienne
    - Livre I : (histoire juive) d’Adam à Nemrod, le fondateur de Babylone ; (histoire des Gentils) du roi Cronos d’Assyrie au roi Œdipe de Thèbes ;
    - Livre II : (histoire juive) de Seroug à Josué ; (histoire des Gentils) de Prométhée (invention de l’écriture) à Ilos, fondateur de Troie ;
    - Livre III : (histoire juive) les juges jusqu’à Saül, premier roi ; (histoire des Gentils) du roi Lacon de Laconie aux premiers Jeux olympiques ;
    - Livre IV : la guerre de Troie et le retour des guerriers grecs ;
    - Livre V : (histoire juive) du roi David à la captivité à Babylone ; (histoire des Gentils) de Cranaüs, premier roi de Macédoine à Philippe II.
- Tome II
  - Ire partie : « Les Consuls »
    - Livre I : (histoire romaine) d’Énée aux deux premiers consuls, Brutus et Collatinus (509 av. J.-C.) ; (histoire grecque) le règne d’Alexandre le Grand (336-323 av. J.-C.) ;
    - Livre II : (histoire romaine) des deux premiers consuls à la nomination de Scipion l’Africain à titre de consul ; (histoire grecque) des successeurs d’Alexandre à la mort de Pyrrhus d’Épire, le grand ennemi de Rome ;
    - Livre III : (histoire romaine) de 210 av. J.-C. à la capture de Jugurtha par Sylla (106 av. J.-C.) ; (histoire grecque) de la mort de Pyrrhus à celle d’Attale, allié de Rome, à Pergame (138 av. J.-C.) ;
    - Livre IV : (histoire romaine) de 106 av. J.-C. à la mort de Sylla (78 av. J.-C.) ; (histoire grecque) de 138 av. J.-C. à la restauration de Ptolémée XII en Égypte (55 av. J.-C.) ;
    - Livre V : (histoire romaine) la fin de la République et l’avènement d’Auguste en 43 av. J.-C. ; (histoire grecque) l’annexion de l’Égypte par Rome (30 av. J.-C.).

  - IIe partie : « Les Empereurs »
    - Livre I : les empereurs jusqu’à Néron, dernier descendant de la maison d’Énée ;
    - Livre II : les empereurs jusqu’à Sévère et ses édifices à Byzance ;
    - Livre III : les empereurs jusqu’à Constantin ;
    - Livre IV : de Constantin au règne d’Anastase jusqu’à la chute d’Amida en 503, année où le texte se termine brusquement.

Dans son œuvre, Eustathe se montre consciencieux lorsqu’il donne des dates et soucieux de chronologie. À preuve, son travail pour recalculer la date exacte de la Création du monde pour l’établir en 5970 av. J.-C., soit 6 000 ans exactement avant la résurrection du Christ,. Chrétien convaincu, il estime que le paganisme était une erreur qui conduisait à transformer les hommes illustres en divinités. Pour lui, la république représentait la liberté, alors que la monarchie était synonyme de dictature et de tyrannie, d’où il s’ensuivait que l’empire était un régime pire que la monarchie. Il était fier et de Constantinople et d’Antioche (« la grande cité ») tout comme de l’Église orthodoxe garante de la vraie foi.
Eustathe écrivit également un épitomé de Josèphe intitulé Historique de l’archéologie judéenne par Iosepos et conservé dans un manuscrit du XIIIe ou XIVe siècle à Paris qui débute par l’histoire d’Adam et Ève pour se terminer avec le règne de Vespasien et de Titus.

## Sources
Comme le montre le travail fait pour recalculer la date de la création du monde, les nombreuses dates qui ponctuent son récit et la somme de renseignements contenus dans les quatorze livres de l’épitomé, Eustathe s’est livré à un énorme travail de recherche. Si l’on additionne les différentes sources qui lui sont rapportées par Évagre le Scholastique (aussi originaire d’Épiphanie), Jean d’Antioche et Jean Malalas, on aboutit au total de 88 (27 mentionnées par Évagre [dans V.24,] 53 mentionnées par Malalas une fois soustraites les 9 sources fictives de son texte, et 4 par Jean d’Antioche), nombre considérable pour l’époque. Celles-ci sont des sources chrétiennes comme la Bible, Josèphe, ou des historiens de l’Église comme Eusèbe de Césarée, Théodoret de Cyr, Sozomène ou des écrivains séculiers comme Éphore de Cumes, Polybe, Dion de Pruse, Charax de Pergame, Diodore de Sicile, Hérodien, Zosime, etc. Il est possible toutefois qu’il n’ait connu certains de ceux-ci que par ce qu’en disaient d’autres auteurs, par exemple Éphore de Cumes et Théopompe à travers les œuvres de Diodore de Sicile.

## Style
L’élégance du style attique d’Eustathe lui valut les compliments d’Évagre le Scholastique, lui-même excellent auteur. La conquête de la Grèce par Rome avait conduit à un mouvement littéraire, dit « seconde sophistique », qui visait à imiter les anciens auteurs classiques, à privilégier la simplicité du style ainsi que la pureté du vocabulaire, n’utilisant d’autres mots que ceux déjà utilisés par les auteurs classiques. Même si ce mouvement s’était éteint à l’époque d’Eustathe, son influence et ses conventions se poursuivaient par exemple dans l’utilisation du duel, forme grammaticale qui peut s’employer à la place du pluriel pour des noms, verbes ou adjectifs lorsque l’on se réfère à une paire de personnes ou de choses. Abandonné depuis des siècles, cette forme grammaticale n’ajoutait rien au sens de la phrase mais identifiait celui qui l’employait comme un intellectuel versé dans les lettres anciennes et s’affichant comme « atticisant ».

## Influence
Bien que l’œuvre d’Eustathe ne semble guère avoir eu d’écho de son vivant, elle fut reprise par deux auteurs subséquents, Jean Malalas et Jean d’Antioche et semble avoir servi de source à Procope de Césarée, Hésychios de Milet et Évagre le Scholastique.
Si l’on en croit l’historien Warren Treadgold, Jean Malalas connaissait Eustathe et avait probablement un exemplaire de l’Épitomé chronologique en sa possession lors du décès de celui-ci. Réalisant l’importance et la somme de connaissances représentées par cet ouvrage, il aurait décidé de s’en servir pour promouvoir sa propre carrière. Il en fit donc une adaptation publiée l’année suivante sous le titre Chronographia (Χρονογραφία). Ne pouvant imiter le style élégant d’Eustathe, il se modela sur celui de Zosime qui n’appartenait pas aux cercles « atticisants » et dont l’Histoire nouvelle est consacrée aux derniers siècles de l'Empire romain. Écrite rapidement, la Chronographie comporte de nombreuses erreurs, notamment sur les dates de règne de certains empereurs, Malalas n’ayant pas remarqué (ce qu’avait fait Eustathe) que certains empereurs avaient régné simultanément. De plus, contrairement à Eustathe, il ajouta au texte originel des légendes et des fables susceptibles de retenir l’attention des lecteurs, y compris certains portraits physiques d’empereurs.
Un siècle plus tard, le moine Jean d’Antioche qui vécut sous Héraclius (610-641) rédigea une Chronique historique (Ίστορία χρονική) relatant l'histoire du monde depuis Adam jusqu'à l'an 610. Jean semble avoir repris presque textuellement le texte d’Eustathe, adoptant contrairement à Malalas la même division des tomes et des livres. Contrairement à Malalas toutefois, Jean d’Antioche avait suffisamment de connaissances et d’érudition pour reprendre le style atticisant d’Eustathe et reproduire son texte jusqu’à sa fin abrupte pendant le règne d’Anastase. Il y ajouta un complément jusqu’à la mort de Phocas, imitant dans un grec plus simple le style d’Eustathe.
Né en Palestine, Procope de Césarée vécut de nombreuses années en Syrie. Une bonne partie des évènements traités dans « Les Guerres de Justinien » ont comme source Eustathe, de même que les allusions dans l’Histoire secrète aux infamies de Sémiramis et de Néron.
Hésychios de Milet écrivit à Constantinople, mais une entrée dans la Souda indique qu’il ne connaissait que le deuxième tome de l’œuvre d’Eustathe tout en réalisant qu’Eustathe avait également écrit sur une période antérieure comme le montre l’allusion au fait que le calcul de la période s’étendant entre la création et la résurrection du Christ était l’œuvre des « Antiochais », c’est-à-dire Eustathe et Malalas. De plus, il mentionne également que son exemplaire des évènements allant d’Énée à Anastase comprend neuf livres et non dix.
Évagre le Scholastique, comme Eustathe, était né à Épiphanie vers 536, mais travailla par la suite à Antioche. La seule œuvre qui nous soit restée de lui est une Histoire ecclésiastique qui couvre l’histoire tant religieuse que politique (en dépit du titre) de l’Empire romain d’Orient depuis la controverse nestorienne pendant le concile d’Éphèse en 431 jusqu’en 593, moment où il écrivit son œuvre. Il y fait mention qu’Eustathe avait résumé d’autres auteurs et reconnait qu’il fut sa principale source pour l’arrivée de Zénon au pouvoir en 466 et pour les évènements survenus entre 479 et 503.